# Brac alemany de pèl curt

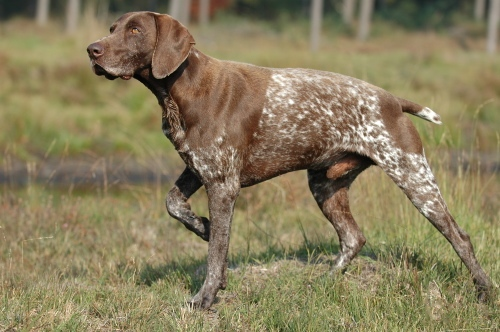
Brac alemany de pèl curt.

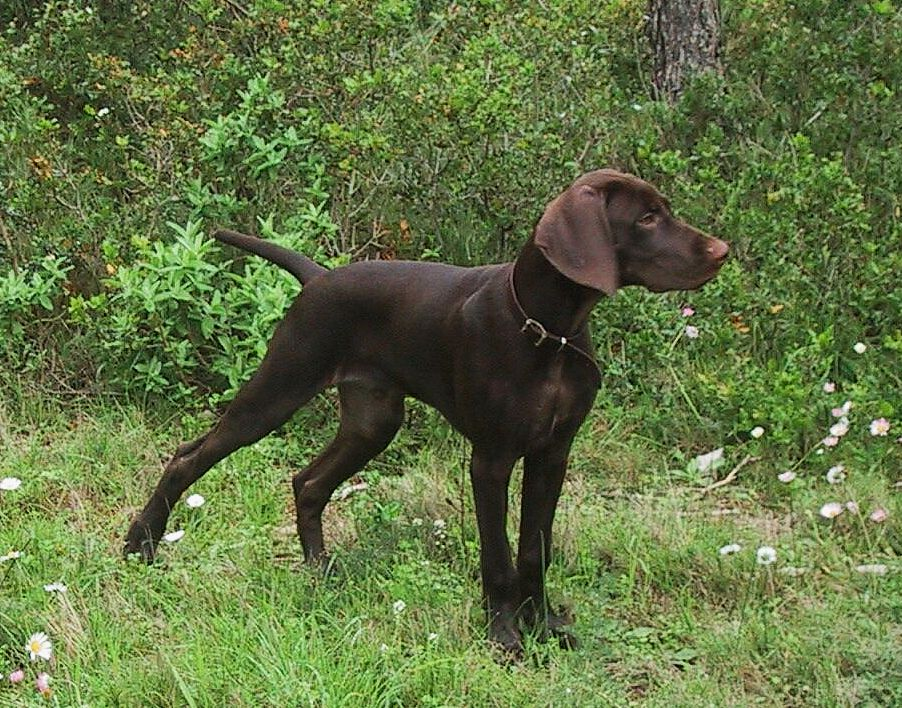
Exemplar de 9 mesos, monocapa xocolata. Pedigrí amb tres generacions de campions. Ascendència francesa. Alt Empordà.

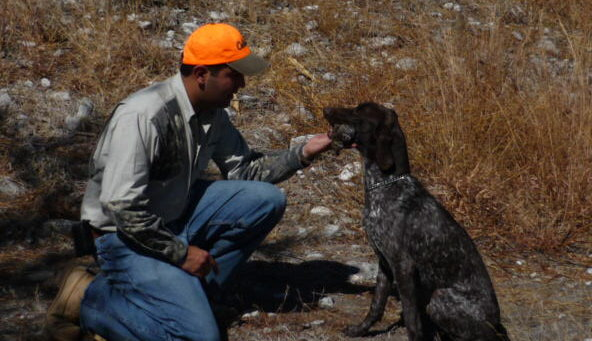
Brac alemany lliurant una peça abatuda al seu caçador.

El Brac alemany de pèl curt (Deutscher Kurzhaariger Vorstehhund en alemany) és una raça de gos desenvolupada en els anys 1800 a Alemanya per la caça.
És un gos de caça polivalent, sens dubte la raça més completa i eficient per a la caça, gràcies a les seves qualitats físiques i aptituds innates, destacant-se principalment en:
- Trobar i mostrar les aus elegantment.
- Cobrar tant a terra com a l'aigua sense distingir entre el pèl i la ploma.
- És el millor company de l'au de presa i el més característic en l'art de la falconeria.
- Demostra el seu valor enfrontant-se a animals tan temperamentals i decidits com el senglar.
- Capaç de seguir un rastre de sang igual que un schweisshund (molós de sang).

## Història
La raça sorgeix al segle xix a causa de la necessitat d'un gos versàtil, que servís per a les diferents modalitats de caça, en lloc de tenir una raça diferent per a cada especialitat.
Amb les característiques cinegètiques fixades, els criadors alemanys van iniciar la labor de seleccionar als gossos pel seu tipus, i arribant a la fi del segle xix al primer estàndard racial, el qual amb el temps, ha patit modificacions per adaptar-lo a la natural evolució de les formes de caça.

## Característiques
Les seves principals característiques són:
- Un olfacte extraordinari.
- Una persistent i efectiva cerca.
- Gran passió pel treball a l'aigua.
- Elegant estil.
- Gran resistència física.
- El valor d'enfrontar-se a animals més grans i agressius sense dubtar.
- Intel·ligència canina superior a la normal.
- Conjuminat al seu fàcil ensinistrament, és actualment una de les races de caça més benvolguda a nivell mundial.

La mostra en el Brac alemany és per excel·lència un moment de gran bellesa i emoció, una veritable expressió de l'art cinegètic. És la culminació d'una extensa cerca, en la qual el gos després de recórrer molts quilòmetres, entre matolls, espines, vessants, barrancs o planes immenses, localitza a l'au portat per les seves emanacions, això fa del Brac alemany de pèl curt el millor i inseparable company del caçador versàtil.
A la llar és el fidel, pacient i immillorable company dels nens.